# Dohnalova Lhota
Dohnalova Lhota (německy Dohnal Lhota) je malá vesnice, část obce Kosova Hora v okrese Příbram ve Středočeském kraji. Nachází se asi dva kilometry jižně od Kosovy Hory. Je zde evidováno 28 adres. V roce 2011 zde trvale žilo 71 obyvatel.
Dohnalova Lhota leží v katastrálním území Vysoká u Kosovy Hory o výměře 7,88 km².

## Historie
První písemná zmínka o vesnici pochází z roku 1543.

## Obyvatelstvo
| Rok            | 1869 | 1880 | 1890 | 1900 | 1910 | 1921 | 1930 | 1950 | 1961 | 1970 | 1980 | 1991 | 2001 | 2011 | 2021 |
| -------------- | ---- | ---- | ---- | ---- | ---- | ---- | ---- | ---- | ---- | ---- | ---- | ---- | ---- | ---- | ---- |
| Počet obyvatel | 123  | 93   | 88   | 107  | 111  | 114  | 87   | 77   | 74   | 57   | 56   | 54   | 52   | 71   | 64   |
| Počet domů     | 16   | 16   | 17   | 17   | 17   | 17   | 17   | 18   | 18   | 16   | 15   | 20   | 21   | 23   | 23   |

## Obecní správa
Při sčítání lidu v letech 1850–1909 Dohnalova Lhota byla osadou obce Kosova Hora v okrese Sedlčany. V letech 1910–1975 byla osadou obce Vysoká, se kterým patřila nejprve do okresu Sedlčany, ale od roku 1960 v okrese Příbram. Od 1. července 1975 je opět částí obce Kosova Hora v okrese Příbram.

## Pověsti
Po okraji lesa Dutě u Dohnalovy Lhoty vede pěšina k samotě zvaná Dřevniště. Vedle pěšiny se nachází křížek, u kterého údajně straší. Jméno Dřevniště je odvozeno od dřevěného dvorce, který tam kdysi stával. Když později vyhořel, vrchnost tam nechala postavit hájovnu. Místní hajný se rád dobře a dost napil, ale to pak byl bázlivý. Jednou se zase zdržel v hospodě v Dohnalově Lhotě. Když se vratkým krokem vracel v noci domů a míjel tento kříž, uslyšel za sebou silné dupání. Okamžitě přidal do kroku, ale dupot neustával. Začal běžet, ale dupot stále slyšel. Na konci lesa mu dokonce něco srazilo i klobouk z hlavy. Ani se nezdržoval se zvednutím a prchal směrem k domovu. Byl tak zděšený, že se z toho zážitku rozstonal.
Druhá pověst se týká křížku, který byl u nepoužívané cesty do Kosovy Hory. Kříž byl zhruba v polovině cesty, v místě kde se říká Žabinec. Byl umístěný na kamenném podstavci, který byl zdobený motivem kalicha a srdce. Kříž nesl dataci 1876. Křížek byl poničený a na jeho místo nechal někdo zhotovit nový kříž v roce 2007. Do Dohnalovy Lhoty přijel koňský handlíř z Votic. Dlouho vybíral, pořád se mu žádná kobylka nelíbila, až v posledním statku. Hospodář nechtěl zprvu kobylku prodat. Každé odmítnutí finanční nabídky utvrzovalo handlíře v jeho úmyslu, koupit za jakoukoli cenu. Zdržel se s přemlouváním hospodáře až do samé tmy. Nakonec prodej dohodli. Handlíř se vydal na zpáteční cestu. Ptal se ve vsi, kudy je nejbližší cesta a místní mu poradili, ať se nejkratší cestou, která vedla přes Žabinec nevydává, ať jde raději delší cestou po silnici. Handlíř pospíchal a tak se vydal kratší cestou. Když došel ke křížku na Žabinci, začala se kobylka plašit. I on sám uviděl přízrak bílé paní, která stála u kříže a z které měl i on strach. Přemohl svůj strach, zavázal kobyle oči a převedl ji kolem přízraku.
Další pověst se týká toho samého místa. Jednou zde pásl chalupník z Kosovy Hory krávu a kozu s kůzletem. Sice neměl moc zvířat na hlídání, ale zvířata mu v horkém dni často odbíhala do cizích polí. Jak za nimi běhal, začal nahlas klít. Najednou k svému údivu uslyšel hlas: Když nepřestaneš klít, tak uvidíš. Rozhlížel se, ale nikde nikoho neviděl. Chvíli se polekal a raději mlčel. Pak se mu opět zvířata zaběhla a on spustil nanovo. Znovu se ozval ten samý hlas. Opět nikoho neviděl. Ale to se už začal bát. Raději odvedl zvířata domů. Příště si už raději netroufl v těch místech klít.